# Cory Remekun
Cory Remekun, né le 15 juillet 1991, à Dallas au Texas est un joueur américain de basket-ball. Il évolue au poste d'ailier fort.

## Biographie
Le 17 octobre 2014, il signe son premier contrat professionnel en Grèce au Néa Kifissia BC. Le 26 janvier 2015, il rejoint le club bosnien du BC Široki.
Le 3 août 2015, il signe en Slovénie au NPC Rieti, en deuxième division du championnat italien.
Le 5 juillet 2016, il reste en Slovénie mais s'engage avec l'Helios Domzale, champion slovène en titre.
Le 6 octobre 2017, il part en France où il signe au Lille Métropole Basket Clubs, en seconde division du championnat de France. Le 27 juillet 2018, il prolonge son contrat d'un an avec le club nordiste.

## Clubs successifs
- 2013-2014 :  Dragons Rhöndorf (B Bundeslig)
- 2014-2015 :
  -  Néa Kifissia BC (ESAKE)
  -  HKK Široki (BiH Liga)
- 2015-2016 :  Rogaska Crystal (SKL)
- 2016-2017 :  Helios Domzale (SKL)
- 2017-2019 :  Lille Métropole Basket Clubs (Pro B)
- 2019-2020 :  Caen BC (NM1)

## Palmarès
- Participation au All-Star Game slovène en 2016